# Phare de Getaria
Le phare de Getaria est un phare situé sur l'Île San Antón de Getaria, donnant sur la Mer Cantabrique, dans la province du Guipuscoa (Pays basque) en Espagne.
Il est géré par l'autorité portuaire du Port de Pasaia .

## Histoire
La nécessité d'un phare au port de Getaria est due à la présence de l'île de San Anton qui, arrivant de la mer, est souvent confondu avec les montagnes. Une première lumière, détruite pendant la guerre d'indépendance en 1813, avait été installée dans la tour de l'église de San Antón, sur le promontoire avant de l'île. En 1847, la reconstruction d'un phare est mise en œuvre et le dernier jour de l'année, il est mis en service émettant un feu rouge par un dispositif optique de 5e ordre.
Pendant la seconde guerre carliste le phare est sous les bombardements pour éviter l'arrivée de navires dans la ville assiégée. Le gardien, toujours en place, protège l'installation durant la journée et, pendant les hostilités, fait fonctionner la lumière toutes les nuits. Il est restauré en 1863. La lumière fut d'abord alimentée à l'huile d'olive, puis à la paraffine, avant que le phare soit électrifié en 1938, devenant un feu à occultations à 3 éclats visibles jusqu'à 19 km en 1946.
Maintenant, l'installation a été automatisée et émet quatre éclats blancs toutes les 15 secondes, visibles à plus de 21 miles (environ 39 km. C'est une tour cylindrique, avec galerie double et lanterne, attachée au bout d'une maison de gardiens de deux étages. Tout l'édifice est peint en blanc avec des éléments de décors gris.
Identifiant : ARLHS : SPA216 ; ES-00335 - Amirauté : D1489 - NGA : 1804 .
|                        |
| Le phare sur San Anton |

|                 |
| Port de Getaria |